# Orlovac, Kuršumlija
Orlovac (izvirno srbsko Орловац) je naselje v Srbiji, ki upravno spada pod Občino Kuršumlija; slednja pa je del Topliškega upravnega okraja.

## Demografija
V naselju živi 17 polnoletnih prebivalcev, pri čemer je njihova povprečna starost 69,8 let (69,5 pri moških in 70,0 pri ženskah). Naselje ima 9 gospodinjstev, pri čemer je povprečno število članov na gospodinjstvo 1,89.
To naselje je, glede na rezultate popisa iz leta 2002, večinoma srbsko, a v času zadnjih treh popisov je opazno zmanjšanje števila prebivalcev.
|  |

| Demografija | Demografija     | Demografija     |
| Leto        | Št. prebivalcev | Št. prebivalcev |
| ----------- | --------------- | --------------- |
|             |                 |                 |
|             |                 |                 |
|             |                 |                 |
|             |                 |                 |
| 1948        | 211             |                 |
| 1953        | 229             |                 |
| 1961        | 197             |                 |
| 1971        | 152             |                 |
| 1981        | 72              |                 |
| 1991        | 45              | 45              |
| 2002        | 17              | 17              |
|             |                 |                 |

| Etnična sestava po popisu iz leta 2002 | Etnična sestava po popisu iz leta 2002 | Etnična sestava po popisu iz leta 2002 | Etnična sestava po popisu iz leta 2002 | Etnična sestava po popisu iz leta 2002 |
| -------------------------------------- | -------------------------------------- | -------------------------------------- | -------------------------------------- | -------------------------------------- |
| Srbi                                   | Srbi                                   |                                        | 16                                     | 94,11%                                 |
| Črnogorci                              | Črnogorci                              |                                        | 1                                      | 5,88%                                  |
| Neznano                                | Neznano                                |                                        | 0                                      | 0,0%                                   |